# Проспект Гейдара Алиева (Баку)
Проспект Гейдара Алиева (азерб. Heydər Əliyev prospekti) — проспект в Низаминском районе Баку, протягивающийся с юго-запада на северо-восток. Проспект начинается у транспортного узла возле Центра Гейдара Алиева и заканчивается у транспортного узла у станции метро «Кёроглы».

## История
В прошлом проспект (вместе с выделенным из него позже проспектом Хатаи) именовался Балаханским шоссе, по названию Балаханы — крупного посёлка, расположенного неподалёку от шоссе при выезде из города. Аналогичное название носила расположенная в центральной части Баку Балаханская улица (ныне улица Физули, в советскую эпоху — Басина), с которой сообщался крайний южный отрезок шоссе. В царскую эпоху шоссе находилось в чрезвычайно неблагоустроенном состоянии. Р. Э. Классон, прибывший на службу в Баку в 1900 году, отмечал в своих заметках, что Балаханы был фактически отрезан от города, так как шоссе было «завалено поломанными арбами и все в глубоких рытвинах». В 1910 году городской управе было поручено создать проект прокладки вдоль шоссе трамвайной линии, однако эти планы не были реализованы.
До запуска в 1923 году узкоколейной железной дороги Балаханское шоссе оставалось единственной транспортной артерией, по которой грузы направлялись в промысловые районы Апшеронского полуострова. Основная масса жилых построек вдоль шоссе была сосредоточена на южном отрезке (пос. им. Монтина), причём это были в основном домики поселкового типа. Роль шоссе возросла в годы индустриализации, когда началась массовая гражданская и промышленная застройка северных и северо-восточных окраин Баку, составивших впоследствии Наримановский и Низаминский районы города. В 1930 году булыжное покрытие 12-километрового шоссе было за полтора месяца заменено на асфальтово-бетонное. Балаханское шоссе выполняло функцию магистрали грузового и пассажирского движения и превратилось в одну из главных радиальных магистралей, связывающих западный жилой массив с промышленным районом.
В послевоенную эпоху Балаханское шоссе получило название Московского проспекта. В 1955 году на участке, пересекаемым железнодорожной веткой, был сдан в эксплуатацию путепровод шириной в 20 метров, получивший неофициальное название «Багировский мост» — один из ярких объектов транспортной архитектуры советского Баку, выполненный в стиле сталинского ампира.
В начале 1990-х южный отрезок проспекта (до улицы Кадырбековой, прежде 10-й Завокзальной) протяжённостью 4 километра был переименован в проспект Хатаи. В 2004 году проспект был переименован в честь Г. А. Алиева (название «Московский проспект» получил отрезок Тбилисского проспекта в другой части города). С 2007 года проспект неоднократно обустраивался и расширялся — были снесены многие ветхие жилые здания и ликвидированы нерабочие объекты промышленного характера, а ширина проспекта, прежде составлявшая 32 метра, была доведена до 45, а местами — до 55 метров (10 полос).
В 2010-х годах на проспекте Гейдара Алиева были возведены крупные общественные строения, такие как Центр Гейдара Алиева, ставший одним из символов Баку; SOCAR Tower, одно из самых высоких зданий города, а также Azersu Office Tower, Деревня атлетов, Национальная гимнастическая арена и др.

## Объекты и достопримечательности
| Номер дома | Изображение | Описание |
| ---------- | ----------- | --- |
| 1          |             | Центр Гейдара Алиева. Культурный центр, построенный в 2012 году в неофутуристическом стиле по проекту З. Хадид (приз «Дизайн года» лондонского Музея дизайна).                                                                                              |
| 2          |             | Отель «Excelsior». Открыт в 2005 году; первый в Азербайджане отель категории «пять звёзд». |
| 26         |             | Азербайджанская государственная академия художеств. Основана в 2000 году. Первое художественное высшее учебное заведение в Азербайджане. |
| 91         |             | Семиэтажный жилой дом («Монтинская башня с часами») сталинской архитектуры (угол ул. Ага Нейматуллы). Архитектор — Э. Исмайлов. В этом доме до 1985 года жил Герой Советского Союза А. Добкевич.                                                            |
| 103        |             | Дворец торжеств «Гюнеш» (ранее Детская библиотека им. Гайдара, позже Дом культуры авиации, позже Дворец культуры, науки и техники). |
| —          |             | Багировский мост. Путепровод, построенный в 1955 году по распоряжению первого секретаря КП АзССР М. Багирова. В 2009 году в связи с ремонтными работами на проспекте реконструирован и расширен.                                                            |
| 121        |             | SOCAR Tower. Офисное здание Государственной нефтяной компании Азербайджана. Проект принадлежит Heerim Architects & Planners Co. Ltd. Здание сдано в эксплуатацию в 2015 году.                                                                               |
| ?          |             | Azersu Office Tower. 22-этажный головной офис ОАО «Азерсу», национального оператора водных ресурсов Азербайджана, сданный в эксплуатацию в 2015 году. Авторы проекта — Heerim Architects & Planners Co. Ltd.                                                |
| 136        |             | Стадион «ASK Arena». Футбольный стадион, построенный в 2001 году. |
| 165        |             | SOFAZ Tower. Здание Государственного нефтяного фонда Азербайджана, построенное в 2014 году. Авторы проекта — Inter Art Etudes (Франция) и M.D.M. LLC (Азербайджан).                                                                                         |
| ?          |             | Деревня атлетов. Жилой массив, предназначенный для проживания спортивных делегаций, принимавших участие в прошедших в Баку I Европейских играх 2015, Исламских Играх Солидарности 2017 и XV Европейском юношеском летнем олимпийском фестивале «Bakı-2019». |
| 178        |             | Национальная гимнастическая арена. Построена в 2014 году, рассчитана на 9 тысяч зрителей. Автор проекта — Broadway Malyan. |